# A kárhozat útja
A kárhozat útja (eredeti cím: Road to Perdition) 2002-ben bemutatott amerikai filmdráma Sam Mendes rendezésében, Tom Hanks, Paul Newman és Jude Law főszereplésével. A film 1931-ben a nagy gazdasági világválság idején játszódik. A gengszter élet durva, ugyanakkor érzelemdús világát mutatja be, egy bérgyilkos fiának a szemén keresztül.

## Történet
A történet főhőse Michael Sullivan (Tom Hanks), akit gyermekkorában befogadott egy maffiavezér, John Rooney (Paul Newman). Sullivan így nagyon sokkal tartozik felnevelőjének, ebből fakadóan családos emberként is különböző feladatokat kell végrehajtania a maffia számára, kvázi bérgyilkosként. Bár felesége, Anne Sullivan (Jennifer Jason Leigh) tudja, hogy férje milyen eszközökkel biztosítja a megélhetést családjuk számara, a két ifjú gyermek, Michael Sullivan Jr. (Tyler Hoechlin) és Peter Sullivan (Liam Aiken) semmit sem sejt apjuk kettős életéről. Nem véletlen, hogy a gyerekek beszélgetéséhez gyakran apjuk ismeretlen munkája szolgáltatja a témát.
A titok azonban leleplezésre kerül, ugyanis egy akció során az ifjabbik Michael elrejtőzik apja autójában. Apja és Connor Rooney (Daniel Craig) útja egy raktárhelyiségbe vezet, ahol a maffia egy másik képviselőjével találkoznak. A félreértést azonban nem sikerül békés úton rendezni, így rövid idő elteltével lövöldözés alakul ki. Michael így láthatja, hogy apja miként válik hidegvérű bérgyilkossá. A lövöldözést követően ijedtében akkora zajt csap, hogy apja és az ifjabbik Rooney egyaránt észreveszi, itt kezdődik az igazi drámát elindító cselekmény.
Connor, tartva a fiú szavahihetőségétől elhatározza, hogy megöli a Sullivan családot. Terve azonban félresiklik. A család feje túléli az ellene kitervelt merényletet, míg a fiatalabbik Michael az iskolában épp büntető feladatott végez, így a Connor által kitervelt gyilkosságnak a család két otthon tartózkodó tagja esik áldozatául. Az iskolából hazaérkező Michael látja elmenni Connor-t, akire tettéért édesapja, John nagyon dühös. Rövid időn belül megérkezik a legidősebb Sullivan is, de már túl későn. Biztonságuk érdekében még az nap este elhagyják házukat és Chicagóba indulnak, hogy találkozzanak a maffia fejével, Frank Nittivel (Stanley Tucci).
Nitti elutasítja Sullivan kérését és Rooneyék pártjára áll, annak ellenére, hogy Connort a kezdetektől fogva utálja. Sullivan előbb megtanítja fiát vezetni, majd rövid időn belül megélhetésük érdekében nagyszabású bankrabló akciókba fognak, de csak a maffia pénzét viszik el a pénzintézetekből. Mindennapjaikat jelentősen megnehezíti, hogy a meggyilkolásukra felfogadott fényképezős bérgyilkos (szeret hullákat fényképezni), Maguire (Jude Law) a nyomukba ered. Meguire összesen három alkalommal próbálja megölni Sullivant, másodszor kis híján sikerül is neki. Lövése Sullivan karjába fúródik, fia ekkor egy vidéki házaspárhoz viszi, ahol megmentik az életét. Ebben a házban néhány hetet töltenek el, majd bejelentés nélkül – hatalmas összeget hátrahagyva – távoznak.
Távozásukat követően Sullivan számára nyilvánvalóvá válik, hogy csak akkor tud bosszút állni a gyilkoson, ha szeretett felnevelőjét, Johnt is megöli.
Egy templomi mise közben még egyszer megkéri Johnt, hogy adja át fiát, aki természetesen nemet mond a kérésre. Sullivan pár nappal később megöli a bárból kilépő maffiavezért több emberével együtt. Ezt követően Nitti is szabad kezet ad Sullivannak és elárulja hol tartózkodik Connor, akivel szintén végez.
A megrázó eseményeket követően Sullivan fiával együtt egy új élet reményében felesége nővéréhez indul, de a házat üresen találják. Maguire ekkor teszi meg utolsó és egyben sikeres próbálkozását Sullivan meggyilkolására, de ő sem ússza meg élve, míg az ifjabb Michaellel foglalkozik, az idősebb hátba lövi. A családját elvesztett fiú ezt követően a már korábban megismert idős házaspárhoz indul, majd megérkezésével véget ér a történet.

## Szereplők
| Színész              | Szerep               | Magyar hang          |
| -------------------- | -------------------- | -------------------- |
| Tom Hanks            | Michael Sullivan     | Forgács Péter        |
| Paul Newman          | John Rooney          | Mécs Károly          |
| Jude Law             | Maguire              | Hujber Ferenc        |
| Daniel Craig         | Connor Rooney        | Szabó Sipos Barnabás |
| Stanley Tucci        | Frank Nitti          | Bezerédi Zoltán      |
| Jennifer Jason Leigh | Anne Sullivan        | Orosz Anna           |
| Tyler Hoechlin       | Michael Sullivan Jr. | Kékesi Gábor         |
| Liam Aiken           | Peter Sullivan       |                      |

## Jelentősebb díjak és jelölések
Oscar-díj (2003)
- díj: legjobb operatőr – Conrad L. Hall
- jelölés: legjobb férfi mellékszereplő – Paul Newman
- jelölés: legjobb látványtervezés/díszlet – Dennis Gassner, Nancy Haigh
- jelölés: legjobb eredeti filmzene – Thomas Newman
- jelölés: legjobb hang – Scott Millan, Bob Beemer, John Pritchett
- jelölés: legjobb hangkeverés – Scott Hecker

Golden Globe-díj (2003)
- jelölés: Legjobb férfi mellékszereplő – Paul Newman

BAFTA-díj (2002)
- díj: legjobb operatőr – Conrad L. Hall
- díj: legjobb díszlet – Dennis Gassner
- jelölés: legjobb férfi mellékszereplő – Paul Newman

Sam Mendes alkotását összességében 52 díjra jelölték, melyből 20 díjat kapott.